# Alfonso Vinci
(Alfonso Vinci, Appunti dai taccuini della Spedizione Shiriana, 1954)
Alfonso Vinci (Dazio, 1º dicembre 1915 – Roma, 12 aprile 1992) è stato un alpinista, partigiano, esploratore,  geologo   e   scrittore italiano.

## Biografia
Alfonso Vinci nacque il 1º dicembre 1915 a Pilasco, nella bassa Valtellina, allora frazione del comune di Dazio, ora nel comune di Ardenno. Il padre, Calogero Vinci, nato nel 1885, originario di Canicattì in Sicilia, era arrivato in Valtellina facendo il finanziere al Passo dello Stelvio. La madre, Piera Gavazzi, nata nel 1895, era una maestra elementare di Talamona. Alfonso era il secondogenito di una famiglia numerosa. Il padre lavorava alla Centrale Elettrica della Val Màsino. La famiglia si trasferì in provincia di Como, a Camnago Volta, dove Calogero mise in piedi una piccola fabbrica di fuochi d'artificio, grazie anche a uno zio siciliano che gli insegnò l'arte pirotecnica. Nella fabbricazione e nella vendita dei fuochi venne impiegata tutta la famiglia. In seguito a un incidente in cui andò in fiamme la fabbrica, fu abbandonata l'attività e la famiglia si trasferì in centro a Como, dove Calogero avviò un'attività come elettricista.

### Gli studi
In gioventù Alfonso mostrò subito un forte spirito di avventura, leggeva le avventure di Salgari e le riviveva nei suoi giochi infantili tra i vicoli di Como. Già da piccolo mostrò propensione agli studi, ma arrivato alla fine del ginnasio, abbandonò la scuola per il lavoro alla Siemens, dove per tre anni montò apparecchi radio. Nell'ultimo anno, lavorando di giorno e studiando di notte, recuperò tre anni di Liceo in uno, conseguendo la maturità classica. Si iscrisse alla facoltà di Lettere a Milano nel 1933, dove studiò Filosofia, laureandosi con una tesi su Friedrich Nietzsche. Passò poi alla facoltà di Scienze Naturali e si laureò con la specializzazione in Geologia nel 1940. Come soleva dire: "Prima il pane dell'anima, poi quello per i denti".

### L'attività alpinistica e la guerra
Negli anni dell'Università intensa fu l'attività alpinistica. Frequentò un corso di arrampicata organizzato dal G.U.F. e in Grigna conobbe Riccardo Cassin di cui fu allievo per circa un anno. Riccardo Cassin lo ricordava così: "Era il migliore de quii de Com, aveva determinazione e una forza fisica non comune, apprendeva rapidamente le nuove tecniche che Emilio Comici aveva insegnato".
Nel 1934 Alfonso Vinci era già capocordata e ripeteva, con i suoi compagni, le più difficili arrampicate della Grignetta. Quando gli era possibile si recava in Val Màsino e sulle Dolomiti, specialmente in Civetta dove salì, tra l'altro, la Via Solleder alla Nord-Ovest e la Tissi alla Torre Trieste.
Nel 1937 fu chiamato nell'esercito e frequentò come allievo ufficiale la Scuola militare di alpinismo di Aosta; nel 1938 fu sottotenente a Susa. Continuò quindi gli studi universitari e l'attività alpinistica. Le vie più importanti aperte nelle Alpi furono realizzate dal 1936 al 1939, poi la sua attività fu interrotta dal richiamo alle armi. La sua via sicuramente più conosciuta e ripetuta è lo Spigolo Vinci al Cengalo, un aereo spigolo di 350 m su roccia granodioritica solidissima, di concezione molto moderna. Altre vie "minori" denotano una costante ricerca delle difficoltà e delle tecniche più avanzate. La salita sulla nordovest del monte Agnér, parete dolomitica di 1.300 m allora ancora inviolata, salita nel 1939 sotto un persistente maltempo, gli varrà la Medaglia d'oro al valore atletico e vedrà i primi ripetitori dopo ben 40 anni. I mezzi utilizzati erano chiodi per lo più di fabbricazione artigianale, corde di canapa, scarpette tipo pallacanestro con suola di para, su granito, o pedule con suole di manchon (feltro pressato), su calcare e dolomia.
Nel 1940 fu ammesso al Club Alpino Accademico Italiano e con l'entrata in guerra dell'Italia, fu chiamato alle armi quale ufficiale di complemento nel 5º Reggimento alpini, Battaglione Morbegno. Nel 1941 si imbarcò per l'Albania. Tornato l'anno stesso, ebbe l'incarico di istruttore di roccia della GIL presso la Scuola militare di alpinismo di Aosta, prima a Madonna di Campiglio, poi al Catinaccio; per la sua esperienza come alpinista, gli venne chiesto di girare il film Rocciatori e Aquile di Arturo Gemiti (Istituto Luce) nell'estate 1942 alle Torri del Vajolet, in cui compare come tenente degli Alpini, responsabile della scuola di roccia, nel ruolo di istruttore di alpinismo.
Nel 1942-43 si trovava in Francia, a Grenoble, come tenente degli Alpini nel Battaglione Sciatori Monte Rosa e da qui l'8 settembre, quando giunse la notizia dell'armistizio, abbandonò la caserma e partì a piedi per raggiungere Talamona, dove si rifugiò presso la casa materna e iniziò a organizzare i primi gruppi della Resistenza valtellinese. In un'imboscata venne fatto prigioniero, ma riuscì a fuggire e da allora si rese irreperibile.

### La Resistenza partigiana
In Valtellina nell'autunno del 1943 col nome di battaglia “Bill”, raccolse un gruppo di partigiani con base a Talamona, riuscendo a raggiungere circa le 100 unità e tenendo contatti politici con Milano e Lecco. Importanti furono l'industriale lecchese Ulisse Guzzi, capo di stato maggiore del Comando di Raggruppamento (che aveva sede nella sua Villa “Lo Zucco” a Lecco) con il nome di “Odo” e sua moglie Angela, che rimasero suoi carissimi amici per tutta la vita. Nell'inverno del 1943-44 aiutarono parecchi prigionieri alleati a raggiungere la Svizzera. Nella primavera entrò in contatto con gli altri gruppi presenti in valle e acconsentì a combattere al fianco di “Nicola” (Dionisio Gambaruto). Vinci diventò capo di stato maggiore della 40ª brigata Matteotti, prima e della 1ª Divisione Valtellina “Garibaldi” poi, che raccoglievano i vari gruppi partigiani presenti nella bassa Valtellina. Svolse più volte funzione di mediatore, inviato dal comandante “Nicola”, per sanare conflitti tra le formazioni della zona e per recuperare frange indipendentiste.
Ideò il piano da lui denominato Màsino-Codera-Ratti (MCR), dal nome delle tre valli di cui era prevista l'occupazione militare. Venne fortificata la Val Màsino, minato il Ponte della Filorera, vennero stoccati viveri nella testata delle valli, presso il rifugio Omio e il rifugio Gianetti, e il Comando della Divisione venne trasferito ai Bagni di Màsino. In seguito al tremendo rastrellamento del novembre 1944 il piano si rivelò strategico e consentì ai partigiani della 1ª e 2ª Divisione Valtellina (tra cui anche la 55ª Brigata Garibaldi "Fratelli Rosselli" in fuga dalla Valsassina) di rifugiarsi in Svizzera. Inseguiti dai colpi di fucile e dalle raffiche di mitragliatrice delle truppe fasciste fin sul confine, lo passarono nella notte tra il 30 novembre e il 1º dicembre, attraverso il passo della Teggiola a 2.500 m in Val Codera, in condizioni di innevamento proibitive, in preda al congelamento e dopo una marcia che li aveva portati allo sfinimento.
Il rastrellamento di fatto annientò le truppe partigiane presenti in Valtellina, che era considerata strategica per la fuga verso la Germania dei tedeschi e delle truppe fasciste, che si erano lì concentrate. Come la maggior parte dei partigiani che erano fuggiti, fu internato in Svizzera. Fuggì e prese contatti con gli alleati a Lugano. Nel febbraio del 1945 con il comandante della 2ª Divisione “Al” (Vando Aldrovandi), ritornò in Valtellina per riorganizzare la Resistenza. Il 27 aprile si recò insieme al comandante “Primo” negli uffici della Prefettura di Sondrio, dove trasse in arresto il capo della Provincia Rino Parenti. Infine, attraverso ordini operativi da lui firmati, mise in atto la strategia per la liberazione della città, che avvenne il 28 aprile.
Successivamente fu nominato comandante della polizia partigiana (La Polizia del Popolo) di Como. In un'azione disarmò cinquanta carabinieri, per questo venne arrestato e scontò un mese di pena nel carcere milanese di San Vittore, oltre a essere degradato a soldato semplice.

### Il Sud America e le spedizioni
Nel settembre del 1946 deciso a partire all'avventura per il Sud America, Vinci si imbarcò con un amico a Genova, e dopo una breve permanenza in Brasile, si trasferì in Venezuela dove fece diverse esplorazioni nella foresta amazzonica dell'Orinoco, alla ricerca di diamanti. Nel febbraio del 1949 salì l'Auyàn Tepui con l'esploratore catalano Fèlix Cardona. Nel 1950 scoprì il più ricco giacimento di diamanti del Sud America nel Rio Avequì, affluente dell'Orinoco.
Dopo tre anni passati nella foresta a cercare diamanti (“non vado in giro per cercare diamanti, ma cerco diamanti per andare in giro” affermava), tornò in Venezuela, dedicandosi alla mai sopita passione per le montagne e l'alpinismo. Nel dicembre del 1950 fece la prima salita al Pico Bolívar dal ghiacciaio settentrionale (4.981 m), arrivando in vetta da solo, dopo essere stato accompagnato nel primo tratto da Enrico Middleton Bentivoglio, Ottavio De Renzis e Ludovico Lante della Rovere, girando anche un film dal titolo “Pico Bolívar, parete Nord”. Ma questa prima ascensione scatenò un putiferio nel paese, Vinci non venne creduto e sui giornali venne descritto come un millantatore. Senza perdersi d'animo lanciò una sfida e invitò gli alpinisti locali ad accompagnarlo in una ripetizione. Tutta Mérida seguì l'impresa, gli alpinisti locali a metà dell'ascensione decisero di tornare indietro e Vinci raggiunse nuovamente la cima del Bolívar insieme a Pierre Kiener nel febbraio del 1951. In seguito a questo fu celebrato come un eroe nazionale, tanto che in aprile fu incaricato di portare il busto del Libertador e di porlo sulla cima, impresa che compì con Giovanni Vergani e Franco Anzil. Sempre con lo svizzero Pierre Kiener aprì altre due vie nuove sul Pico Bolívar: per la cresta Nord nel febbraio 1951 e per il ghiacciaio dell'Encierro nel marzo 1953.
Nel 1952 organizzò la Spedizione Panandina (Expediciòn Panandina Italiana) che partì dal Venezuela il 20 gennaio sulla Carrettera Panamericana, con una vecchia automobile Lincoln “che un tempo era stata un mezzo di lusso” diretta in Colombia, Ecuador, Perù, Bolivia, arrivando in Argentina il 18 aprile. Nella spedizione furono scalate alcune vette tra cui il Nevado Alto de Ritacuba (5.330 m) nella Sierra Nevada del Cocuy in Colombia, il Cerro Quilindaña (4.878 m, 1ª ascensione), denominato “Cervino dell'Ecuador” per via della cima rocciosa, il Nevado Caullarajù (Qiwllarahu, anticima, 5.500 m), poi denominato Nevado Vinci, nella Cordillera Blanca in Perù.
Insegnò per tre anni Geologia alla Facoltà di Scienze Forestali di Mérida in Venezuela e organizzò (3 agosto – 15 settembre 1953) una Spedizione scientifica all'Aprada Tepui (2.500 m), una delle cime più alte della Guayana del Venezuela, con alcuni colleghi universitari, tra cui Alessandro Bernardi, botanico, Pierre Kiener, chimico-pedologo. Non riuscirono a raggiungere la cima per via delle piogge, ma esplorarono l'area studiando la geologia e raccogliendo esemplari botanici.
Il 3 novembre 1953 partì da La Paragua la Spedizione Shiriana con Enrico Middleton Bentivoglio, Arturo Eichler e Jean Liedloff, dove fu esplorata l'area delle sorgenti di alcuni tributari dei fiumi Orinoco (Venezuela) e Rio Branco (Brasile). Risalirono con le barche il Paragua, affluente dell'Orinoco, attraversarono il passo del Monè e scesero sul Sabaru, fino ad arrivare al Caura, altro affluente dell'Orinoco, risalirono questo e il suo affluente, il Canaracuni, fino ad arrivare alla Savana Kirisuochi sotto le pareti del Cerro Sarisariñama, un altipiano tabulare che scalarono fin sulla cima (gennaio 1954). Il 16 marzo, dopo la partenza degli altri membri della spedizione, Alfonso Vinci si inoltrò con Enrico Middleton nei territori inesplorati, dove vivevano le tribù Yanomami più selvagge e isolate, che non erano mai venute a contatto con l'uomo bianco, tra cui i Samatari (appartenenti al ceppo degli Shirishana o Shiriana). Risalirono il fiume Uaña giungendo sullo spartiacque tra il bacino dell'Orinoco (Venezuela) e quello del Rio Branco, lo attraversarono andando verso il fiume Aracosà. Qui furono catturati e vissero con la tribù Samatari, seguendola lungo l'Aracosà prima e l'Uraricoera poi, fino a che riuscirono a liberarsi ritornando sui propri passi e arrivando a La Paragua il 13 maggio 1954.
Alla fine di ottobre del 1954 Vinci partì da Canaima con Giovanni Carmine per la Spedizione Guayca, dove esplorarono l'area delle sorgenti di alcuni tributari dell'Alto Orinoco e del Rio Branco. Partendo da Canaracuni, risalirono il Merevari, le cui acque si gettano nell'Orinoco attraverso il Caura, fino alle sorgenti del fiume Camacuni, per giungere poi sullo spartiacque con il Yevarehuri (tributario del bacino del Rio Branco) sotto la Sierra de Parima; scesero in territorio brasiliano lungo il Yevarehuri e poi il Matahuri, risalendo verso ovest attraversarono la Sierra de Parima, scendendo di nuovo in territorio venezuelano fino a giungere sulle rive dell'Ocamo e del Matacuni, entrambi tributari dell'alto Orinoco. Risalirono il Matacuni, fino ad attraversare lo spartiacque con un altro grande affluente dell'Orinoco, il Ventuari, che raggiunsero scendendo per l'Euete. Compirono poi esplorazioni nei vari fiumi affluenti del Ventuari e tentarono la scalata alla propaggine settentrionale del Cerro Marahuaca (2.800 m), la montagna dove gli indios Makiritari si riforniscono di speciali canne utilizzate per la fabbricazione delle loro infallibili cerbottane; non raggiunsero la cima per la presenza di un incendio. Scesero poi a valle lungo il corso del Ventuari attraverso i Salti del Mono, San Fernando de Atabapo fino a Puerto Ayacucho, dove arrivarono a metà febbraio 1955.
Nel marzo-aprile 1958 Alfonso Vinci tentò ancora di raggiungere le alture del Cerro Marahuaca, anche questa volta senza successo, nella Spedizione Alto Orinoco. Insieme ai due ingegneri Emilio Albani ed Ezio Cattaneo partì da Puerto Ayacucho, risalì l'Orinoco e poi il suo affluente Cunucunuma, fino alle pendici della montagna, ritornando per la stessa via.

### La famiglia
Si sposò il 2 luglio 1960 a Wassenaar nei Paesi Bassi con Elisabeth Boon, figlia dell'ambasciatore olandese a Caracas. Nacquero due figli, Federico nel 1962 e Ialina nel 1965.

### L'ultima spedizione
L'ultima spedizione fu la traversata del Borneo da occidente a oriente, in esplorazione della regione interna dei Monti Müller dove vivevano popolazioni di Daiacchi, una volta famosi tagliatori di teste (si racconta che il primo esploratore, il tedesco Müller che ha dato il nome ai Monti, trovò lì la morte). Alfonso Vinci, l'ingegner Albani e l'agronomo Tealdi, risalirono il fiume Kapuas partendo da Pontianak il 9 maggio 1978, nel Kalimantan Occidentale, attraversarono lo spartiacque dei Monti Müller e scesero nel Kalimantan Orientale lungo il fiume Mahakam, sulle cui rapide subirono un naufragio; proseguirono sempre sul fiume fino a Samarinda dove arrivarono il 12 giugno 1978.

### Il lavoro di geologo e lo scrittore
Dopo l'esperienza dell'Università di Mérida, si dedicò all'attività di consulenza nel campo idroelettrico e minerario, viaggiando in tutti i continenti, prevalentemente Sud America e sud-est asiatico, negli anni cinquanta per la ICOS dell'Ingegner Albani, successivamente, dal 1960 in poi, per l'ELC Electroconsult di Milano, in qualità di chief engineer. Per l'ELC fece studi geologici per moltissimi progetti per lo sfruttamento delle risorse idriche, tra cui il Majes in Perù e l'Itaipú al confine tra Brasile e Paraguay. Continuò con l'attività fino alla fine degli anni '80, quando sopraggiunse la malattia, in seguito alla quale si spense a Roma il 12 aprile 1992. È sepolto in un piccolo cimitero circondato dalle sue montagne a Pilasco in Valtellina.
L'idea di scrivere dei libri sulle sue avventure nacque frequentando quel polo culturale che era la Libreria Internazionale Einaudi di Vando Aldrovandi (il comandante partigiano “Al”) in Galleria Manzoni a Milano. Lì nel 1955, di ritorno dalle spedizioni nella foresta in Venezuela, incontrò Fosco Maraini, che lo spronò a scrivere, e il giovane Erich Linder, che poi divenne un famoso agente letterario, che lo mise in contatto con le case editrici. Il primo libro che pubblicò fu Samatari (1955), edito dalla casa editrice "Leonardo Da Vinci" di un giovanissimo editore di Bari, Diego De Donato. Il libro racconta le vicende delle spedizioni Shiriana e Guayca in cui Vinci venne in contatto con diversi gruppi di indios Yanomami, più precisamente indios Makiritari e Shirishana, appartenenti a diverse tribù. Nel libro viene riportata una descrizione degli usi, costumi e idiomi di queste popolazioni, che è stata una fonte importante per gli studi etnografici.
Successivamente sono stati pubblicati altri libri autobiografici: Diamanti (1956), che narra le vicende legate alla ricerca e alla scoperta dei diamanti degli anni 1947-1950, Cordigliera (1959), che riporta le ascensioni sulle vette delle Ande compiute tra il 1950 e il 1953, Occhio di Perla (1966) che narra la sua infanzia in Valtellina e a Como. Seguirono Orogenesi, romanzo geologico (1969), in cui si racconta con forte spirito di denuncia la tragedia del Vajont, L'acqua, la danza, la cenere (1973), libro di viaggi e insieme analisi socio-antropologica delle condizioni umane in America Latina, Lettere Tropicali, taccuino di viaggio di un esploratore (1982), una raccolta di lettere che scrisse dalle varie parti del mondo a Ulisse e Angela Guzzi e l'ultima opera pubblicata L'altopiano del rum, divertimento andino (1990), un insieme di racconti fantastici, dissertazioni geologiche, sociali, religiose e politiche.

## Salite sulle Alpi
Nel seguente elenco sono riportate le salite più significative di Alfonso Vinci sulle Alpi.
- parete Ovest - Castello delle Nevere/Moiazza – 18-19 agosto 1936 – Prima salita con Paolo Riva e Camillo Giumelli, 900 m/VI (ripetuta nel 1948, valutata V+)[1][14]
- parete Ovest-Nordovest - Pizzo Ligoncio/Gruppo del Màsino-Bregaglia – 11 luglio 1938– Prima salita con Paolo Riva, 700 m/VI (tuttora una classica, valutata V e A1)[1][15]
- via Vinci - Punta Milano/Gruppo del Màsino-Bregaglia – 15 luglio 1938 – Prima salita con Paolo Riva, 200 m/VI (ripetuta nel 1955, valutata V e A1) parete Ovest[1][16]
- parete Nordovest - Monte Agnèr/Gruppo delle Pale di san Martino – 15-16 luglio 1939 – Prima salita con Gianelia Bernasconi, 1.300 m/VI+ (valutata V e VI con tratti in artificiale)[1][3][17]
- parete Est - Punta Sertori/Gruppo del Màsino-Bregaglia – 14 agosto 1939 – Prima salita con Gianelia Bernasconi e Paolo Riva, 200 m/V e V+[1][18][19]
- Spigolo Vinci - Pizzo Cengalo/Gruppo del Màsino-Bregaglia – 16 agosto 1939 – Prima salita con Gianelia Bernasconi e Paolo Riva, 350 m/VI (ora valutata V+ e VI) cresta Sud-Sudovest dell'anticima meridionale[1][18][20]

## Salite sulle Ande e nella Guayana
Nel seguente elenco sono riportate le salite più significative di Alfonso Vinci sulla Cordigliera delle Ande e nella Guayana del Venezuela.
- Auyàn Tepui - Guayana del Venezuela - febbraio 1949 – con Fèlix Cardona[21]
- Pico Bolívar dal ghiacciaio settentrionale (4.981 m) - Venezuela - 23 dicembre 1950 – Prima salita con Enrico Middleton[8][22][23]
- Pico Bolívar per la cresta Nord (4.981 m) - Venezuela - febbraio 1951 – Prima salita con Pierre Kiener[22][23][24]
- Nevado Alto de Ritacuba/Sierra Nevada del Cocuy (5.330 m) - Colombia - 25 gennaio 1952 – con Franco Anzil, Valentino Mettler e Giovanni Vergani[25][26][27]
- Cerro Quilindaña (4.878 m) - Ecuador - 27 febbraio 1952 - Prima ascensione con Giovanni Vergani, Franco Anzil, Arturo Eichler e Paul Ferret[25][28][29]
- Nevado Vinci/Caullarajù (Qiwllarahu - 5.500 m) - Cordillera Blanca - Perù - 13 marzo 1952 – Prima salita con Franco Anzil, Valentino Mettler e Giovanni Vergani, anticima[25][30][31]
- Pico Bolívar per il ghiacciaio dell'Encierro (4.981 m) - Venezuela - marzo 1953 – Prima salita con Pierre Kiener e Luis Ruiz Teràn[23][25]

## Opere
- Samatari - Orinoco-Amazzoni, Bari, Leonardo Da Vinci, 1955
- Diamanti - Gran Sabana - Caronì, Bari, Leonardo Da Vinci, 1956
- Cordigliera - Venezuela-Colombia-Ecuador-Perù, Bari, Leonardo Da Vinci, 1959
- Fiori delle Ande, Bari, Leonardo Da Vinci, 1959
- Samatari - la Spedizione Shiriana - Nella foresta vergine sulle tracce di tribù sconosciute, Milano, Universale Economica Feltrinelli 309, 1960 - edizione ridotta del volume pubblicato nel 1955
- Dolomiti (di Alfonso Vinci ed Emilio Frisia), Roma, Automobile Club d'Italia, LEA, 1961
- Occhio di Perla, Bari, Leonardo Da Vinci, 1966
- Orogenesi - Romanzo geologico, Bari, De Donato, 1969
- L'acqua, la danza, la cenere, Milano, Rizzoli, 1973
- Lettere Tropicali - Taccuino di viaggio di un esploratore, Milano, Mondadori, 1982
- Samatari - Orinoco-Amazzoni, Torino, Vivalda Editori, 1989 - edizione ridotta del volume pubblicato nel 1955, ISBN 88-7808-202-3
- L'Altopiano del Rum, Divertimento andino, Torino, Vivalda Editori, 1990, ISBN 88-7808-207-4
- Diamanti - A caccia di fortuna in Venezuela, Torino, CDA & Vivalda Editori, 2005, ISBN 88-7480-060-6, riedizione integrale del volume pubblicato nel 1956

### Traduzioni
Vengono riportati in ordine cronologico i volumi tradotti per ciascuna opera di Alfonso Vinci.

#### Samatari
| Titolo                             | Lingua   | Traduttore       | Anno | Editore                        | Nazione     | ISBN |
| ---------------------------------- | -------- | ---------------- | ---- | ------------------------------ | ----------- | ---- |
| Visages secrets de l'Amazonie      | Francese | Louis Bonalumi   | 1956 | Arthaud, Vichy                 | Francia     |      |
| Red cloth and green forest         | Inglese  | James Cadell     | 1959 | Hutchinson & Co., London       | Regno Unito |      |
| Jenseits der zweiunddreissig Berge | Tedesco  | Robert von Benda | 1961 | Verlag Paul Parey, Hamburg     | Germania    |      |
| Samatari                           | Romeno   | R. Ilie          | 1970 | Editura Stiintifica, Bucuresti | Romania     |      |
| Саматари                           | Bulgaro  | Божан Христов    | 1971 | Народна младеж, Sofia          | Bulgaria    |      |

#### L'acqua, la danza, la cenere
| Titolo                     | Lingua   | Traduttore     | Anno | Editore           | Nazione | ISBN |
| -------------------------- | -------- | -------------- | ---- | ----------------- | ------- | ---- |
| L'Eau, la danse, la cendre | Francese | Ariel Piasecki | 1977 | Flammarion, Paris | Francia |      |

## Filmografia
Alfonso Vinci ha realizzato e ha partecipato alla realizzazione di diversi film.
- Rocciatori e Aquile di Arturo Gemiti, Istituto Luce, Roma, 1942, interprete nel ruolo di ufficiale degli Alpini responsabile della scuola di roccia
- Pico Bolivar Parete Nord di Alfonso Vinci, Venezuela, 1951
- Spedizione Italiana Panandina di Alfonso Vinci, Venezuela, 1952
- Spedizione Shiriana di Alfonso Vinci ed Enrico Middleton, Venezuela, 1953
- In Venezuela di Ezio Cattaneo e Alfonso Vinci, Venezuela, 1955
- 2000 Chilometri sull'Orinoco di Ezio Cattaneo, Emilio Albani e Alfonso Vinci, Venezuela, 1958